# Unsere Lassie
Unsere Lassie ist ein US-amerikanischer Film um den Filmhund Lassie von Don Chaffey aus dem Jahr 1978.

## Inhalt
Der kalifornische Weinbauer Clovis Mitchell hat nach dem Tod seines Sohnes und dessen Frau deren Kinder Kelly und Chris aufgenommen. Seit ein paar Jahren gehört auch die gefundene und aufgepäppelte Collie-Hündin Lassie, an der vor allem der zehnjährige Chris hängt, zur Familie.
Der reiche Jamison will eigentlich Mitchells Weinberg kaufen. Als der sich weigert zu verkaufen, sieht Jamison Lassie und meint, in ihr sein Eigentum zu erkennen. Anhand einer Markierung im Ohr des Hundes kann er tatsächlich nachweisen, dass Lassie ein einst nach einem Brand verschwundener Welpe seiner Zuchthündin ist, sodass die Mitchells den liebgewonnenen Vierbeiner schwersten Herzens abgeben müssen. Lassie wird von Jamison mit nach Colorado genommen, wo ihr die Flucht gelingt. Sie macht sich auf den beschwerlichen Heimweg, trifft unterwegs auf Gestalten wie den Ringertrainer Gus und andere Menschen, die ihr Futter geben oder sie ein Stück des Weges mitnehmen.
Gleichzeitig entscheidet sich auch Chris, den Hund nicht aufzugeben, von dessen Verschwinden die Familie erfahren hat. Er macht sich ohne das Wissen seiner Schwester und des Großvaters allein auf den Weg nach Colorado, woraufhin auch Clovis sich aufmacht, um nun wiederum nach Chris zu suchen. Beide finden sich mit der Hilfe der Polizei wieder.
Kellys Freund Allan findet unterdessen heraus, dass Lassie gar nicht Jamison gehört, sondern dem New Yorker Jack Sinclair. Der war früher Jamisons Nachbar und der Besitzer des Zuchtrüden, der Lassie gezeugt hat. Sinclair hatte ein Anrecht auf eines der Jungen und wählte sich kurz nach ihrer Geburt Lassie aus, die er einer befreundeten Familie schenkte. Er selbst behielt jedoch die Besitzurkunde. Die Mitchells wiederum fanden Lassie und nahmen sie in ihre Familie auf. Als Sinclair von den Schwierigkeiten der Mitchells mit Jamison hört, übergibt er die Besitzurkunde für Lassie an die Mitchells, und Jamison gibt seine Versuche, den Hund für sich haben zu wollen, auf. Lassie jedoch gilt als verschollen. Thanksgiving beginnt und die Mitchells sitzen gerade beim Truthahnessen, als Lassie zurückkommt.

## Produktion
Unsere Lassie wurde teilweise auf dem Weingut Hop Kiln, Griffin Vineyard, in Healdsburg, Kalifornien gedreht.
Der Film kam am 2. August 1978 in die US-amerikanischen Kinos. Die deutsche Fernsehpremiere fand am 1. Januar 1991 auf Pro 7 statt. Es war der einzige Lassie-Film, der als Musical konzipiert war. Die Musik stammte von den Sherman-Brüdern. Ihr von Debby Boone gesungener Titel When You’re Loved wurde für einen Oscar nominiert. Weitere im Film enthaltene Titel sind:
- Hometown Feeling, gesungen von James Stewart
- A Rose is not a Rose, gesungen von Pat Boone
- There’ll be other Friday Nights, gesungen von Debby Boone
- Brass Rings and Daydreams, gesungen von Debby Boone
- Nobody’s Property, gesungen von The Mike Curb Congregation
- I Can’t Say Goodbye, gesungen von The Mike Curb Congregation
- Banjo Song, gesungen von The Mike Curb Congregation

## Kritik
Auf die Kritik wirkte Unsere Lassie „wie etwas aus Monty Pythons Arbeiten: ein außergewöhnlicher musikalischer Mischmasch, in dem nicht nur Stewart, sondern sogar der Hund plötzlich lossingen mußte.“ James Stewart selbst bezeichnete seine Rolle als die eines „mürrischen alten Großvater[s], … der irgendwo im Hintergrund herumsteht.“ Das Lexikon des internationalen Films bewertete Unsere Lassie als „Tierfilm, dessen an den Haaren herbeigezogene Handlung mäßig unterhält. Der Fernseh-Film ist eine seichte Neuverfilmung des Tier-Klassikers Heimweh, garniert mit vielen Songs, u. a. gesungen auch von James Stewart.“